# Єльтай (Єскельдинський район)
Єльта́й (каз. Елтай) — село у складі Єскельдинського району Жетисуської області Казахстану. Входить до складу сільського округу імені Бактибая Жолбарисули.
Населення — 2268 осіб (2021; 1860 у 2009, 1678 у 1999, 1468 у 1989).